# Margaret Amoakohene
Margaret Ivy Amoakohene (* 17. Juli 1960 in Wenchi, Brong Ahafo Region, Ghana) ist eine ghanaische Kommunikationswissenschaftlerin, Diplomatin und Hochschullehrerin. Sie ist Außerordentliche Professorin für Kommunikation am Institut für Kommunikationswissenschaften der Universität von Ghana. Von 2006 bis 2009 war sie während der Amtszeit von Präsidenten John Agyekum Kufuor Ghanas Hochkommissarin in Kanada. Sie ist Mitglied des ghanaischen Staatsrats, in den sie 2017 von Präsident Nana Akufo-Addo berufen wurde.

## Leben und Werk
Amoakohene ist das erste von sechs Kindern von Herrn und Frau Gyan. Von 1974 bis 1979 besuchte sie die St. Francis Secondary School in Jirapa (Ghana) in der Upper West Region von Ghana und dann die St. Louis Senior High School in Kumasi, um dort ihr GCE Advanced Level Certificate zu erwerben.  1981 begann sie ihr Studium an der University of Ghana, wo sie einen Bachelor of Arts-Abschluss in Französisch und Spanisch erhielt. Sie erwarb weiterhin dort einen Master of Philosophy und ein Postgraduierten-Diplom in Kommunikationswissenschften. In Massenkommunikation promovierte sie am Department für Medien und Kommunikation an der University of Leicester mit der Dissertation: Political Communication in an Emerging Democracy: A Comparative Analysis of Media Coverage of Two Presidential Adninistrations in the Fourth Republik of Ghana (Politische Kommunikation in einer aufstrebenden Demokratie: Eine vergleichende Analyse der Medienberichterstattung über zwei Präsidentschaftsverwaltungen in der Vierten Republik Ghana).
1992 wurde sie Dozentin an der School of Communication Studies und mit Wirkung zum 1. August 2010 wurde sie zur Direktorin der School of Communication Studies der Universität Ghana  ernannt.
Auf nationaler Ebene war sie Mitglied der National Media Commission (NMC) und der Vorstände der Ghana News Agency (GNA), der Ghana Broadcasting Corporation (GBC) und des National Film and Television Institute (NAFTI). Das Ghana Institute of Public Relations ernannte sie zur Ehrensekretärin und Vizepräsidentin in Anerkennung der bedeutenden Rolle, die sie bei der Förderung der Öffentlichkeitsarbeit in Ghana spielte.

## Hochkommissarin von Ghana in Kanada
Am 19. September 2006 überreichte sie der Generalgouverneurin und Oberbefehlshaberin von Kanada, Michaëlle Jean, ihr Beglaubigungsschreiben. Seit dem Amtsantritt der Kufour-Regierung war sie die zweite Hochkommissarin in Kanada und hatte das Amt bis Februar 2009 inne.

## Mitglied des Staatsrats
Sie wurde 2017 in der ersten Amtszeit von Präsident Nana Akufo-Addo zum Mitglied des Staatsrats ernannt. Der aus 25 Mitgliedern bestehende Staatsrat ist das verfassungsmäßig vorgeschriebene Beratungsorgan des Präsidenten.
Amoakohene ist mit Maxwell Amoakohene verheiratet, mit dem sie drei Kinder bekam.

## Auszeichnungen und Ehrungen (Auswahl)
- 2017: Ernennung zum Mitglied des Staatsrates[9]